# Та вой д' цему дому та і д' веселому
«Та вой д' цему дому та і д' веселому» — покутська колядка. 
Різдвяна пісня виконується під архаїчну мелодію, в якій відбувається повторення кожного рядка. Язичницькі мотиви переплітаються з християнськими. 
Розпочинається зі звернення до господаря, який вже сидить за спільною святковою трапезою. На вечері згадуються «перви вікі». Наступна частина колядки присвячена вибору Дівою Марією імені своєму Синові, яка закликала на допомогу янголів. Серед святих згадуються Юра, покровитель домашньої худоби, і апостол Петро. Завершується колядка поздоровленням ґазди і його оточення. 
Колядка зафіксована у селі Білі Ослави, що на Прикарпатті. 

## Текст
| Та вой д' цему дому та і д' веселому Чи ви вдома, вдома пане господарю? Але слуги кажуть, та й що нема вдома, Та й що нема вдома, сидить коло стола, Сидить коло стола перед ними стоїть Перед ними стоїть пшеничная киті [...] І солодок медок і зелене вино, І зелене вино і кудряве пиво, І кудряве пиво чи ви й, чи ви й [...] Чи ви їли-пили цес дім звеселили, Цей дім звеселили і раду врадили, І раду врадили та як ся діяло, Та як ся діяло й а з первого віку. Й а з первого віку, з первого початку, З первого початку як Пречиста Діва, Як Пречиста Діва всі ризи вбілила, Всі ризи вбілити дитя й породила. Породила дитя й а в Флиєвім місті. Й а в Флиєвім місті […] та й у Божій стай, [Дитя] порадила в корогви вповила, В корогви вповила, янгели післала. Піспала й ангелів й а по всему світу. Й а по всему світу по всіх манастирях, По всіх манастирях, що ж би ся сходили, Що ж би ся сходили та й усі святії Зійшли ж бо ся дитя мирували, Дитя мирували дали ж йому [ім'я]. Дали йому ім'я сам святий Юра. Як Пречиста вчула то й не полюбила, То й не полюбила, не благословила, | Не благословила і сином не звала, І сином не звала. Янгели післала, Післала й ангелів й а по всему світу, Й а по всему світу по всіх манастирях, По всіх манастирях, що ж би ся сходили, Що ж би ся сходили та й усі святії Зійшли ж бо ся дитя мирували Дитя мирували дали ж йому ім'я. Дали йому ім'я сам святий Петро. Як Пречиста вчула то й не полюбила, То й не полюбила, не благословила, Не благословила і сином не звала. Ангели післала післала й ангели Дали єму ім'я сам святий Христос. То Пречиста вчула то й і полюбила, То й і полюбила, поблагословила І сином назвала. Янгели післала, Післала й ангели й а по всему світу, Й а по всему світу по всіх дзвінниченьках, А в тих дзвінниченьках дзвони задзвонили, Дзвони задзвонили все ж то й побудили. І янгели встали та й ся красно вбрали, Та й ся красно вбрали та й на служби стали. А служби сі правлять та й за здоров'єчко, Й а в тім здоров'єчко ґазді та й ґаздині, Ґазді та й ґаздині та й на челядочку, Та й на челядочку, та й на худобочку, Та й на роговії та й на дрібненькії, Що ж би вам здорови воли та й корови Святая Святая Тройця по всему світу світила! | Та вой д' цему дому та і д' веселому Автентична покутська колядка Проблеми з програванням файлу? Див. довідку . |